# Toftrees
Toftrees – wieś w Anglii, w Norfolk. W 1931 wieś liczyła 72 mieszkańców. Toftrees jest wspomniana w Domesday Book (1086) jako Toffas/To(f)tes.